# أوبن موكو لينكس
أوبن موكو لينكس هو نظام تشغيل للهواتف الذكية طور بواسطة مشروع أوبن موكو، مدمج معه قطع مختلفة من البرمجيات الحرة. كانت الأهداف الرئيسية لأوبن موكو دعم منصات نيو 1973 ونيو فري رانر. لكن كانت هناك جهود لدعم منصات أنظمة الهواتف المحمولة الأخرى.